# Croton sublinearis
Espèce
Classification APG III (2009)
Croton sublinearis est une espèce de plantes à fleurs du genre Croton et de la famille des Euphorbiaceae, présente au sud ouest de Madagascar.